# Джумагалиев, Николай Есполович
Никола́й Еспо́лович Джумагали́ев (род. 15 ноября 1952, Узун-Агач, Алма-Атинская область, Казахская ССР, СССР) — советский серийный убийца и каннибал, также известный как «Железный клык».
Джумагалиев убил не менее 10 человек, в основном женщин, проживавших в Алма-Атинской области, мясо некоторых жертв употреблял в пищу. Был признан невменяемым и отправлен на принудительное лечение в психиатрическую клинику, откуда сбежал в 1989 году, но был пойман через 2 года. По состоянию на 2019 год продолжает проходить лечение.

## Биография

### Детство и юность
Родился в семье казаха и белоруски. Был третьим из четырёх детей и единственным сыном. Окончив 9 классов, поступил в железнодорожное училище. После его окончания был направлен на работу в Гурьев (ныне Атырау). В 1970 году ушёл в армию, служил в войсках химической защиты в Самарканде и Отаре. К женщинам относился, как к второсортным существам, однако с 18 лет вёл активную половую жизнь. В 1977 году Джумагалиев заразился сначала сифилисом, а затем трихомониазом.
В 21 год Джумагалиев пытался выучиться на шофёра и поступить в Казахский Государственный университет им. Кирова (КазНУ им. Аль-Фараби). Ни то, ни другое ему не удалось. Поэтому он отправился в путешествие по СССР, на север, побывал на Урале, в Сибири, в Мурманске, где сменил ряд профессий — от матроса и экспедитора до электрика и бульдозериста, впрочем, нигде Джумагалиев надолго не задерживался. В 1977 году Джумагалиев вернулся в родной Узунагач и устраивается на работу пожарным.

### Первая серия убийств (1979)
К первому убийству Джумагалиев готовился весьма тщательно. Он выбрал себе в качестве жертвы участницу Церкви адвентистов седьмого дня, убив её в январе 1979 года недалеко от трассы Узунагач-Майбулак. Увлекавшийся оккультизмом Джумагалиев решил выпить её крови, после чего отрезал несколько кусков от трупа, которые принёс домой и ел в течение месяца.
25 января 1979 года тело женщины было обнаружено. Было возбуждено уголовное дело, однако к поимке убийцы это не привело.
За 1979 год Джумагалиев убил пожилую прихожанку местной церкви, спавших у себя дома мать и дочь (не заметив спрятавшуюся в шкафу дочь и внучку убитых), обидчицу своей любовницы, а также 21 августа в пьяном угаре случайно застрелил своего коллегу-пожарного, за что был арестован. Остальные убийства на тот момент оставались нераскрытыми. В институте имени Сербского ему был поставлен диагноз — шизофрения.

### Вторая серия убийств (1980)
Уже менее чем через год Джумагалиев был выпущен на свободу и вернулся в Узунагач. По возвращении он совершил ещё 3 убийства, в том числе молодой матери.
Девятое по счёту убийство Джумагалиева произошло у него дома. Он пригласил к себе друзей и подруг, а через время уединился с одной из них в комнате. Когда гости заглянули в комнату, они увидели, что голый Джумагалиев разделывает труп убитой, и в ужасе сбежали, после чего заявили в милицию. Прибывшие милиционеры застали его на пороге дома обмазанного кровью, и заставшему их врасплох Джумагалиеву удалось скрыться, воспользовавшись нерасторопностью правоохранителей. Он бежал в горы голый и с небольшим топором в руках. Но на следующий день, 19 декабря 1980 года, Джумагалиев был арестован у подруги, спрятавшей его в подполье.
Во время расследования Джумагалиев признался в семи убийствах, заявив, что все их он совершал как жертвоприношения на годовщины смерти родственников. 3 декабря 1981 года состоялся суд, на котором маньяка признали виновным во всех девяти убийствах. Поскольку Джумагалиев уже имел ранее поставленный диагноз «шизофрения», его вновь признали невменяемым и отправили на принудительное лечение в закрытую психиатрическую больницу, где он провёл 8 лет.

### Побег и десятое убийство (1990)
За хорошее поведение Джумагалиева было решено перевести в обычную больницу, 29 августа 1989 года он сбежал по пути на новое место. Он был объявлен в розыск, который продолжался полтора года: его ловили в Москве, Кыргызстане, Узбекистане. Он скрывался в горах, находясь главным образом на территории Кыргызстана, где для пропитания собирал лекарственные растения и обменивал их на продукты у населения. Розыск преступника продолжался, к поискам подключили дельтапланеристов и малую авиацию. Джумагалиев решил переключить внимание и пустить оперативников по ложному следу, чтобы думали, что он обитает в столице. Маньяк обратился к знакомому человеку, чтобы тот отправил его письмо из Москвы другу во Фрунзе. Заканчивалось письмо словами: «…теперь вернусь не скоро. Здесь очень много красивых женщин. Пропадёт одна, другая, никто и не заметит». Его расчёт оправдался, милиция перестала искать его в горах. С невероятной быстротой в прессе распространялись слухи и публикации, о том, что Джумагалиев находится в столице. Москва была встревожена крохотной ремаркой в газете «Куранты», где говорилось, что Джумагалиев был замечен в черте города и области. Позднее для прекращения паники правоохранительные органы выпустили опровержение.
В 1990 году маньяк совершил десятое убийство, проникнув в дом и расправившись с девушкой в Актюбинске. Он был признан виновным в совершении этого преступления только в 2014 году.

### Поимка и дальнейшая судьба
Устав от погони, Джумагалиев решил инсценировать кражу, чтобы вернуться в Ташкент и попасть в тюрьму за незначительное преступление, а после отсидки получить документы на новое имя. В апреле 1991 года Джумагалиева схватили в Фергане за воровство овец.
Он выдавал себя за китайца и был помещён в общую камеру СИЗО. На допросах он с охотой признался в краже, но не мог объяснить, как оказался на территории Советского Союза. В связи с этим в Москву был направлен запрос. В Фергану из столицы прибыл полковник Юрий Дубягин, ранее занимавшийся поимкой Джумагалиева. Он разоблачил каннибала, после чего тот был возвращён в психиатрическую лечебницу в Казахстане.
По состоянию на 2010 год Николай Джумагалиев был изолирован от общества и находился в специализированной психиатрической клинике, огороженной колючей проволокой, в посёлке Актас Алма-Атинской области. Там он занимается ремонтом мелкой техники. Однажды Джумагалиев подал прошение о смертной казни, но это было расценено специалистами лишь как ухудшение его состояния.
В сентябре 2014 года Джумагалиеву было предъявлено обвинение в десятом убийстве, произошедшем в 1990 году в Актюбинске. В декабре 2014 года вина Джумагалиева в этом убийстве была доказана.
В январе 2016 года в социальных сетях «WhatsApp» и «Facebook» появились слухи о его возможном побеге, однако эти данные не нашли своего подтверждения. Полиция разыскала автора ложного сообщения, им оказалась 21-летняя жительница села Узынагаш Алматинской области. Девушка была задержана и дала признательные показания.

## Личность преступника
Юрий Антонян отмечал, что Джумагалиев испытывал отвращение к половому акту. Ведущий специалист по серийным преступлениям Главного управления уголовного розыска МВД России Евгений Самовичев, которого командировали из Москвы сразу после поимки Джумагалиева, описывал его как неспособного жить в обществе человека, для которого единственным законом является право силы.
Прозвище «Железный клык» получил за металлические коронки на зубах.

## В массовой культуре
- «Вне закона» (1997)
- Выпуск «Людоеды» телепередачи «Чистосердечное признание» (2005)
- Документальный фильм «Сатана» из цикла «Следствие вели» (2008)
- Документальный фильм «Каннибал» из цикла «Легенды советского сыска» (2011)
- Художественный фильм «Три» (2020)
- Серия «Монстр в юбке» телесериала «5:32» (2021)